# Fotosfera
1. Núcleo
2. Zona radiativa
3. Zona convectiva
4. Fotosfera
5. Cromosfera
6. Corona
7. Mancha solar
8. Grânulo
9. Proeminência

Estrutura do Sol, uma anã amarela:

A fotosfera de um objeto astronômico é a região onde um corpo ou matéria deixa de ser transparente, isto é, opaca à luz - a superfície visível de um dado objeto astronômico, geralmente, corpos gasosos. Em outras palavras, um corpo gasoso não possui uma superfície sólida, tendo, porém, um limite onde o gás passa a ser opaco à luz.
Constantemente, o termo fotosfera é mencionado em estrelas, com destaque para o Sol. A fotosfera do Sol possui uma temperatura mínima de 6 000 K e aproximadamente 300 km de extensão, mas tal temperatura e extensão variam de estrela a estrela (gigantes vermelhas possuem uma fotosfera consideravelmente mais fria que anãs brancas ou gigantes azuis, por exemplo).
As propriedades da fotosfera são relativamente estáveis no tempo e por isso as radiações emitidas pelo Sol, no visível e Infravermelho, são praticamente constantes.
Acima da fotosfera solar ficam a cromosfera solar, e mais externamente, a coroa solar.